# فريدريش فون فيزر
فريدريش فون فيزر (بالألمانية: Friedrich von Wieser)، وُلد يوم 10 يوليو عام 1851 وتوفي يوم 22 يوليو عام 1926، كان اقتصادي ضمن اقتصاديي الجيل الأول بالمدرسة النمساوية للاقتصاد. وُلد فريدريش في مدينة فيينا لوالده ليوبولد فون فيزر الذي كان عضوًا بالمجلس الخاص للمملكة، وكان مسؤولًا رفيع المستوى بوزارة الحربية، ودرس أولًا علم الاجتماع والقانون. حصل فريدريش على شهادته الأولى في عام 1872، واطلع على كتاب مبادئ علم الاقتصاد لمؤسس المدرسة النمساوية كارل مينغر والذي غيّر اهتمامه بعدها إلى النظرية الاقتصادية. حصل فيزر على عدد من المناصب في جامعتي فيينا وبراغ حتى تبع مينغر وشغل منصبه في فيينا عام 1903 حيث عمل هناك بمساعدة صهره أويغن بوم فون بافريك على إعادة تأهيل الجيل القادم من الاقتصاديين النمساويين مثل لودفيج فون ميزس، وفريدريش هايك، ويوزف شومبيتر خلال أواخر القرن التاسع عشر وأوئل القرن العشرين. شغل فيزر منصب وزير التجارة بالنمسا في الفترة بين يوم 30 أغسطس عام 1917 إلى يوم 11 نوفمبر عام 1918.
عُرف فيزر بكتابيه وهما كتاب القيمة الطبيعية، والذي يشرح مفهوم تكلفة الفرصة البديلة بشكل تفصيلي كما يشرح نظرية الإسناد الاقتصادية أيضًا، وكتاب الاقتصاد الاجتماعي عام 1914، وحاول فيزر بشكل طموح أن يطبق مفاهيم هذا الكتاب في الحياة الواقعية. فسر فيزر نظرية المنفعة الحدية بشكل مُفحم، على الأقل من الناحية الاصطلاحية. استُخدم هذا المصطلح لفيزر، والذي بُني على مصطلح «التكاليف الحدية» لعالم الاقتصاد الشهير يوهان هاينريش فون ثونن، ليكون المصطلح القياسي المعروف بـ«المنفعة الحدية»، بدلًا من استخدام مصطلح «الدرجة النهائية من المنفعة» لعالم الاقتصاد وليم ستانلي جيفونز أو مصطلح «القيمة» لميغنر. كانت إضافة فيزر لصفة «طبيعية» إلى القيمة مؤشرةً على اعتباره أن القيمة تقع ضمن «الفئات الطبيعية» التي تخص أي مجتمع، بغض النظر عن الممتلكات والمؤسسات التي أُنشئت فيه.
بدأ نقاش الحساب الاقتصادي بفكرته عن الأهمية الكبرى للحسابات الدقيقة في الكفاءة الاقتصادية. تمثل الأسعار بالنسبة لفيزر معلومات عن أحوال السوق ولهذا اعتُبرت أمرًا ضروريًا لأي نوع من أنواع الأنشطة الاقتصادية. وبالتالي، سيحتاج الاقتصاد الاشتراكي نظامًا للتسعير حتى يبدأ في العمل. أكد فيزر أيضًا على أهمية ريادة الأعمال في التغيير الاقتصادي، ووصفها فيزر على أنها تدخلات بطولية لرواد الأعمال بشكل منفرد يقودون فيها الاقتصاد نحو آفاق جديدة. استُخدم مفهوم القيادة تلك بواسطة يوزف شومبيتر في تفسيره للابتكار الاقتصادي.
رفض فيزر مفهوم الليبرالية الكلاسيكية بخلاف بقية الاقتصاديين التابعين للمدرسة النمساوية، وكتب: «لابد أن تُستبدل الحرية بمنظومة منظمَة». تتجلى رؤية فيزر تلك بالإضافة إلى تفسيره العام لدور الفرد في التاريخ بعمله الأخير قانون السلطة، وهي دراسة اجتماعية للنظام السياسي نُشرت في عامه الأخير من حياته.

## سيرته
وُلد فيزر يوم 10 يوليو عام 1851 بمدينة فيينا، وقضى فترتي الطفولة والمراهقة بنفس المدينة. كان فيزر مهتمًا بالقانون، والتاريخ، وعلم الاجتماع منذ شبابه. وبدأ دراسة القانون بجامعة فيينا عام 1868. اشتعل شغف فيزر، الذي استمر معه طوال حياته، تجاه الاقتصاد السياسي لأول مرة عندما قرأ كتاب مقدمة في دراسة علم الاجتماع للفيلسوف هربرت سبنسر.
حصل فيزر بعد 10 أعوام من الخدمة العامة في وظيفته الحكومية على منحة لدراسة الاقتصاد السياسي بجامعة هايدلبرغ عام 1875 برفقة صديق شبابه أويغن بوم فون بافريك، والذي سيصبح صهره فيما بعد. وتتلمذ كلاهما على خطى عالم الاقتصاد كارل ميغنر، الذي كان أكبر من فيزر بنحو 11 عامًا. وعلى الرغم أن فيزر وبوم بافريك لم يكونا تلميذين لميغنر بشكل مباشر، كان لميغنر تأثيرًا كبيرًا عليهما من قراءتهما لكتاب ميغنر مبادئ علم الاقتصاد عام 1871، وكان هذا الكتاب مصدر إلهام لهما لدراسة الاقتصاد السياسي منذ البداية. يمثل هؤلاء الثلاثة الجيل الأول من المدرسة النمساوية للاقتصاد.
عُين فيزر أستاذًا مشاركًا بجامعة تشارلز في براغ عام 1884 بعد نجاحه في رسالة التأهل لأستاذية ما بعد الدكتوراه بعنوان «الأصل والقوانين الرئيسية للقيمة الاقتصادية»، والذي كان بمثابة مقدمة لنظرية القيمة الخاصة به، وظل فيزر بهذه الجامعة حتى عام 1903 عندما حل مكان ميغنر في جامعة فيينا.
ترقى فيزر إلى رتبة أستاذ اعتيادي بجامعة تشارلز عام 1889. ونشر في نفس العام كتابه القيمة الطبيعية، والذي بدأ من خلاله نقاشًا عن قيمة عناصر الإنتاج واستنتج منه اثنين من أهم إسهاماته بعلم الاقتصاد: نظرية القيمة ونظرية الإسناد الاقتصادية.
مُنح فيزر في عام 1903 لقب بروفيسور بجامعته الأم، جامعة فيينا، حيث درّس للجيل الجديد من الاقتصاديين مثل لودفيج فون ميزس، ويوزف شومبيتر، وتلميذه الأكثر إخلاصًا فريدريش هايك. صاغ فيزر نظرية النقدية متأثرًا بأبحاث كارل ميغنر وطبقها بنفسه على المسائل المتعلقة بنظرية كمية المال. كرَّس فيزر جهوده خلال آخر 25 عامًا من حياته في علم الاجتماع، والذي آمن أنه يجب أن يكون علمًا ملازمًا لعلم الاقتصاد حتى نتمكن من فهم المجتمع البشري بشكل كامل. واستطاع فيزر أن يصيغ رؤيةً جديدة للسياسة الاقتصادية من خلال دمج هذين التخصصين.
توفي أويغن بوم فون بافريك عام 1914 معلنًا نهاية صداقة دامت عمرًا كاملًا مع فيزر، وكان هذا الحدث صادمًا بالنسبة له.
أصبح فيزر عضوًا بمجلس اللوردات النمساوي عام 1917، ومُنح لقب «بارون». وعُين أيضًا وزيرًا للتجارة بمجلس الوزراء النمساوي بنفس العام، وظل بهذا المنصب حتى نهاية الحرب العالمية الأولى عام 1918.  ومع ذلك، أُعيقت أنشطة فيزر بواسطة ريتشارد ريدل، وزير الطاقة الذي كان يؤيد التدخل الاقتصادي من الحكومة بشكل واضح، إذ تُركت القضايا ذات الأهمية الثانوية فقط تحت تصرف فيزر.
كان آخر أعمال فيزر هما كتاب تاريخ سلطة الدولة عام 1923، ودراسته الاجتماعية بعنوان قانون السلطة عام 1926.
توفي فيزر يوم 22 يوليو عام 1926 بمدينة سالزبورغ ودُفن فيها. ونشر له كتابان بعد وفاته: كتاب المال عام 1927، الذي يلخص النظرية المالية الخاصة به، وكتاب المقالات المُجمَعة الذي نُشر عام 1929. احتوى الكتاب الأخير على تحية له لتعاونه مع الاقتصاديين المشهورين مثل كنوت فيكسيل، ولكنه حُظر أثناء الحرب العالمية الثانية.

## وصلات خارجية
- فريدريش فون فيزر على موقع الموسوعة البريطانية (الإنجليزية)
- أعمال أو نبذة عن فريدريش فون فيزر على أرشيف الإنترنت